# Pablo L. Sidar (Miramar)
Pablo L. Sidar (Miramar) es una localidad del municipio de Centro ubicado en la subregión centro del estado mexicano de Tabasco.

## Geografía
La localidad de Pablo L. Sidar (Miramar) se sitúa en las coordenadas geográficas 17°52′25″N 93°02′29″O / 17.873611, -93.041389, a una elevación de 13 metros sobre el nivel del mar.

## Demografía
Según el Conteo de Población y Vivienda 2020, efectuado por el Instituto Nacional de Estadística y Geografía, la localidad de Pablo L. Sidar (Miramar) tiene 146 habitantes, de los cuales 76 son del sexo masculino y 70 del sexo femenino. Su tasa de fecundidad es de 2.3 hijos por mujer y tiene 41 viviendas particulares habitadas.
| Gráfica de evolución demográfica de Pablo L. Sidar (Miramar) entre 1990 y 2020 |
|                                                                                |
| INEGI.                                                                         |